# Борисёнок, Борис Васильевич
Бори́с Васи́льевич Борисёнок (бел. Барыс Васілевіч Барысёнак; 22 июля 1934, Березино — 2 октября 2024, Минск) — советский и белорусский актёр театра и кино. Заслуженный артист Белорусской ССР (1969).

## Биография
Родился 22 июля 1934 года в местечке (с 1938 г. — городской посёлок) Березино Минской области. С детства мечтал стать актёром. 
В 1956 году был одним из десяти студентов, окончивших обучение в Белорусском государственном театрально-художественном институте (БГТХИ). В этом же году принят в труппу новообразованного Минского Театра юного зрителя.
Первой ролью Бориса Борисёнка был Шура Горяев в спектакле «Вчера в Касаткино» по пьесе Зака и Кузнецова. Играл много, стал ведущим мастером сцены.
В 1981 году перенёс инфаркт, а через год — второй. Получил третью группу инвалидности, но быстро восстановил свою физическую форму.
В ТЮЗе проработал более 65 лет. За годы службы Борисом Васильевичем сыграно около 120 разноплановых ролей, от героических и острохарактерных до комедийных. Большой стаж работы позволил воплотить на сцене как образы молодых и деятельных современников, так и возрастных персонажей. Многие спектакли с участием Борисёнка стали золотым фондом белорусской культуры. Снимался в кино и сериалах, принимал участие в теле- и радиопостановках, с 1975 по 1979 год преподавал в БГТХИ.
Неоднократно отмечался почетными грамотами Министерства культуры Республики Беларусь и Минского горисполкома, в 2014 году был удостоен ордена Франциска Скорины.
Скончался 2 октября 2024 года в Минске, в возрасте 90 лет.

## Семья
- Жена (с 12 апреля 1960 г.) — Тамара Степановна Борисёнок (род. 1940) — работник редакций Минской студии телевидения с 1958 по 1995 гг. и межгосударственного телеканала «Мир» с 1995 по 2010 гг[7].
- Дочь — Елена Борисовна Спиридович (род. 22 апреля 1961) — белорусская журналистка, постоянная ведущая культурных мероприятий высокого уровня, заслуженная артистка Республики Беларусь (1999).
- Зять от первого брака дочери — Владимир Спиридович (1952—2013) — физик, музыкант, лидер популярной на рубеже 1960—1970 гг. группы «Аргонавты»[8][9][10].
  - Внук — Александр Владимирович Спиридович (1980—2006[11]) — музыкант[8].
- Зять от второго брака дочери — Юрий Леонидович Бреус (род. 1953[12]) — режиссёр, телеведущий, дизайнер. Общих детей у Елены и Юрия нет.

## Награды и звания
- Заслуженный артист Белорусской ССР (1969)
- Орден Франциска Скорины (2014)[13]
- Приз «Хрустальная Павлинка» Белорусского союза театральных деятелей (2017)[14]
- Грамоты Министерства культуры Республики Беларусь и Минского горисполкома[15]

## Роли в театре (выборочно)
- Адась — «Цветок папоротника» И. Козела
- Василь — «Над волнами Серебрянки» И. Козела
- Максим Кутас — «Примаки» Я. Купалы
- Дон Луис — «Дама-невидимка» П. Кальдерона
- Аграновский — «Город на заре» А. Арбузова
- Максим Богданович — «Зорка Венера» М. Алтухова и Б. Бурьяна
- Антонио — «Двенадцатая ночь» У. Шекспира
- Людовик ХІV — «Три мушкетера» М. Рэхельса по мотивам А. Дюма-отца
- Бобчинский — «Ревизор» Н.Гоголя
- Кум Тыква — «Приключения Чиполлино» С. Богомазова и С. Колосовой по Дж. Радари
- Волк — «Откройте, козлятки!» П. Макаля
- Сеньор Хамелеон — «Похищение луковиц» М. К. Машаду
- Чарлз Баскервиль — «Собака Баскервилей» А. Вольского по А. К. Дойлю
- Мастер — «Хрустальное сердце» Л. Устинова
- Дед Талаш — «Партизанская ёлка» К. Губаревича
- Пастор Мартаун — «Маленький лорд Фаунтлерой» Н. Воронова по Ф. Бёрнетт
- Ненил — «Немного нежности» А. Николаи

## Фильмография
- 1961 — Рассказы о юности (киноальманах). Фильм 4 — Даль зовёт — кинолюбитель
- 1962 — Среди добрых людей — Никита Афанасьевич Марцинюк
- 1963 — Мечте навстречу — Андрей
- 1970—1972 — Руины стреляют… — Казанцев
- 1972 — Улица без конца — судья
- 1973 — Хлеб пахнет порохом — Ходанович
- 1974 — Пламя
- 1974 — Потому что люблю — полковник
- 1975 — Винтъ (короткометражный) — Недоехов
- 1979 — Время выбрало нас — начальник партизанского штаба
- 1985 — Тревоги перелётных птиц — эпизод
- 1989 — Степан Сергеич — эпизод
- 2009 — Дастиш фантастиш — Анисим, дед Варьки
- 2010 — Катино счастье — эпизод
- 2011 — ПираМММида — старик
- 2011 — Семейный детектив. Серия 24 — Крупная рыба — дед
- 2013 — Следователь Протасов. Серия 2 — Парк победы — Андрей Павлович Кузеванов, ветеран войны, сын полка
- 2018 — Война. Остаться человеком (киноальманах). Фильм 4 — Фото на память